# Völkerball
Völkerball – koncertowe DVD Rammstein, którego premiera miała miejsce 17 listopada 2006 roku (w Polsce trzy dni później).
Album w Polsce uzyskał status złotej płyty.

## Wersje wydawnictwa
Wydawnictwo dostępne jest w trzech wersjach:
- edycja standardowa (DVD + CD)
  - 140 minut nagrań z koncertów zarejestrowanych we Francji, Japonii, Anglii i Rosji (DVD)
  - 75-minutowy materiał audio z koncertu we Francji

- edycja specjalna (2 DVD + CD)
  - 140 minut nagrań z koncertów zarejestrowanych we Francji, Japonii, Anglii i Rosji (DVD)
  - dwa filmy dokumentalne: Anakonda im Netz i Reise, Reise: The Making of the Album, łącznie 90 minut (DVD)
  - 75-minutowy materiał audio z koncertu we Francji

- edycja limitowana (fotoalbum, 2 DVD + 2 CD; wydane w 40 tysiącach numerowanych egzemplarzy)
  - 190-stronicowy fotoalbum ze zdjęciami z tras koncertowych (wymiary 27x31 cm)
  - 140 minut nagrań z koncertów zarejestrowanych we Francji, Japonii, Anglii i Rosji (DVD)
  - dwa filmy dokumentalne: Anakonda im Netz i Reise, Reise: The Making of the Album, łącznie 90 minut (DVD)
  - 105-minutowy materiał audio z koncertu we Francji

## Lista utworów
1. Intro (jako utwór audio jest dostępny tylko w wersji limitowanej)
2. Reise, Reise
3. Links 2 3 4
4. Keine Lust
5. Feuer frei!
6. Asche zu Asche
7. Morgenstern
8. Mein Teil
9. Stein um Stein (jako utwór audio jest dostępny tylko w wersji limitowanej)
10. Los
11. Du riechst so gut
12. Benzin
13. Du hast
14. Sehnsucht
15. Amerika
16. Rammstein (jako utwór audio jest dostępny tylko w wersji limitowanej)
17. Sonne
18. Ich will
19. Ohne dich (jako utwór audio jest dostępny tylko w wersji limitowanej)
20. Stripped (jako utwór audio jest dostępny tylko w wersji limitowanej)
21. Outro (jako utwór audio jest dostępny tylko w wersji limitowanej)